# Mary Baker Eddy
Mary Baker Eddy, née le 16 juillet 1821 à Bow dans le New Hampshire, et décédée le 3 décembre 1910 à Chestnut Hill dans le Massachusetts aux États-Unis d'une pneumonie, est la fondatrice du mouvement de la Science chrétienne. En 1875, elle publie Science et santé avec la clef des Écritures, l'ouvrage fondamental de la Science chrétienne. En 1879, elle fonde L’Église du Christ, Scientiste (en anglais : The Church of Christ, Scientist) à Boston (États-Unis). En 1898, elle crée une société d'édition qui publie encore de nos jours plusieurs magazines. En 1908, elle crée un journal d'information international le Christian Science Monitor.
Par son œuvre en tant qu'auteure, guérisseuse, professeure, conférencière, elle est une des premières femmes à tenir une place dans la vie publique de la société américaine du XIXe siècle. À la suite de l'Exposition internationale du Livre de 1907 à Paris, Mary Baker Eddy est nommée, en reconnaissance du travail accompli, « officier d'Académie » par le gouvernement français de l'époque.

## Biographie
Mary Baker Eddy naît en 1821 en Nouvelle Angleterre. En 1838, elle est membre de l'église Calviniste. Elle est grièvement blessée à la suite d'une chute en 1866 et rétablie en trois jours. En 1875, elle publie Science et Santé avec la clé des Ecritures et fonde en 1879 la Première Église du Christ Scientiste, à Boston U.S.A. Le gouvernement français la nomme « officier d'académie » en 1907. En 1907, elle fonde le quotidien d'actualité The Christian Science Monitor et meurt dans le Massachusetts U.S.A. en 1910.

### Enfance religieuse
Mary Morse Baker naît le 16 juillet 1821 en Nouvelle-Angleterre à Bow dans le New Hampshire. La plus jeune des six enfants d'Abigail et Mark Baker, elle est élevée dans une famille congrégationnaliste (calviniste).
De santé fragile, elle ne peut pas suivre une scolarité normale et est instruite jusqu'à l'âge de 15 ans par un de ses frères, Albert, avocat. Elle étudie les langues anciennes (grec, latin et hébreu). La Bible est au centre de son éducation et l'étude de ce livre aura d'ailleurs, durant toute sa vie, une place prépondérante. « Mary restera marquée par la spiritualité toute sa vie à l'aube de l'adolescence, elle lit régulièrement la Bible. »
Très jeune, elle est déjà convaincue du pouvoir guérisseur de Dieu : « Dès mon enfance même, j’étais poussée, par une faim et une soif des choses divines — par un désir de quelque chose de meilleur, de plus élevé que la matière, et en dehors d’elle — à rechercher diligemment la connaissance de Dieu comme étant le seul grand soulagement toujours présent au moment des malheurs humains. »
Se tournant vers Dieu par la prière, elle obtient, à plusieurs reprises, des guérisons pour elle et pour sa famille. « À douze ans, elle guérit, grâce à la prière, d'un accès de fièvre qui se déclenche après avoir entendu parler du Jugement dernier et de l'enfer. « Les guérisons opérées au cours de la jeunesse de Mary étaient simples mais significatives. [...] Une de ces guérisons « extraordinaires » avait été celle de la blessure à la jambe de Georges Baker. »
Sa perception de la bonté de Dieu l'amènera à remettre en question un point important de la théologie de l'Église calviniste : la prédestination. « La jeune fille de Bow répugnait à admettre la damnation éternelle. Elle avait une interprétation moins sévère de la Bible que son entourage calviniste.
Le sociologue Bryan Wilson la situe du côté de la théologie unitarienne de la bienveillance, de l'optimisme et de la foi au progrès. »

### Début de vie d'adulte marqué par de douloureuses épreuves
En 1841, son frère Albert, qu'elle admire et affectionne particulièrement, meurt. Mary est alors âgée de vingt ans. Deux ans plus tard, elle épouse George Glover, un entrepreneur. « Le couple s'installe à Charleston en Caroline du Nord. Là, elle voit l'esclavage et le désapprouve ».
Mais six mois après son mariage son mari meurt de la fièvre jaune. De leur union naît un fils George Washington Glover.
De retour dans sa famille, la santé de Mary se détériore encore et elle ne peut pas élever son fils qui est placé en nourrice. « Afin d'acquérir un semblant d'indépendance financière à l'égard de sa famille, Mary enseigna dans les écoles privées, lorsque sa santé le lui permettait. »
Son mauvais état de santé chronique et ses difficultés personnelles la poussent à approfondir la question de la responsabilité de Dieu dans les souffrances humaines.
En 1853, elle épouse un dentiste, le Dr Daniel Patterson; celui-ci, malgré ses promesses, n'acceptera pas son fils. Et après douze ans d'un mariage chaotique marqué par les infidélités de son mari, elle divorcera.

### Rencontre et expérimentation de différentes méthodes thérapeutiques
Elle est amenée dans ses recherches sur la santé à expérimenter différentes méthodes. «Toujours préoccupée par sa santé et la santé en général, elle s'intéressa à des traitements qui vont l'amener à découvrir l'influence du psychisme sur le corps; le premier est l'homéopathie, une méthode très en vogue à l'époque, qui semble la soulager. […]
Enfin un des éléments décisifs dans sa trajectoire est la découverte du mesmérisme… ».
Ses expériences renforcent en elle la conviction que la maladie est de nature essentiellement mentale.
Son expérience de l'homéopathie :
« Depuis ses plus jeunes années, Mary avait essayé différentes théories diététiques en vogue. À l'approche de la trentaine, elle s'était mise à étudier des ouvrages sur l'homéopathie. Après son retour de Caroline du Sud, non seulement elle se soignait elle-même selon cette méthode, mais elle commençait à prescrire ce genre de traitement à d'autres. »
« Croyant aux vertus de la médecine homéopathique, elle la recommande autour d'elle et en participant à un traitement, elle expérimente l'effet placebo sur une patiente atteinte d'hydropisie dont l'état s'améliore avec des pilules neutres. »
Des années plus tard elle écrit : « Un cas d'hydropisie, condamné par la faculté, tomba entre mes mains. C'était un cas terrible. On avait eu recours à la ponction, et cependant la malade, couchée dans son lit, avait l'air d'un tonneau. Je prescrivis la quatrième atténuation d’argentum nitratum, avec de temps en temps une dose d'une haute atténuation de sulphuris. Son état s'améliora sensiblement. Croyant encore quelque peu moi-même aux théories courantes de la pratique médicale et apprenant que le médecin qui m'avait précédée avait prescrit les mêmes remèdes, je commençai à craindre une aggravation de symptômes en raison de l'usage prolongé de ces remèdes, et j'en parlai à la malade; mais elle ne voulut pas consentir à renoncer aux médicaments tant qu'elle était en voie de guérison. Il me vint alors l'idée de lui donner des pilules non médicinales et d'en observer les effets. Je le fis, et elle continua d'aller mieux. Finalement elle dit qu'elle était disposée à se passer de son médicament pendant un jour, quitte à en souffrir. Après cet essai, elle m'informa qu'elle pouvait se passer de pilules pendant deux jours; mais le troisième jour elle souffrit de nouveau et fut soulagée après les avoir prises. Elle continua de la sorte, prenant des pilules non médicinales — et recevant ma visite de temps en temps — mais n'employant pas d'autres moyens, et elle fut guérie. »
« Mary en conclut que la foi du patient dans la prescription est plus importante que les composants chimiques qu'elle contient. »
Son expérience du mesmérisme et du magnétisme :
En 1862, Mary Patterson apprend que son fils George participe à la guerre de Sécession et que son mari a été capturé par les Sudistes.
A Portland, le Dr Phineas Quimby pratique le magnétisme. Mary toujours très malade et attentive à tous les remèdes susceptibles de la guérir, tente de le rencontrer. « Au début, mon état s'améliora de façon merveilleuse grâce à son traitement », écrivit plus tard Mary Baker Eddy.
« Comme elle l'avait fait pour l'homéopathie, elle essaie de comprendre le modus operandi de cette cure. Elle retourne donc interroger son « sauveur » à plusieurs reprises. Mais cet homme ne donne pas de réponses satisfaisantes à ses questions. »
Pour Mary Baker Eddy, l'homéopathie et le mesmérisme appliqué de Quimby prouvent qu'il existe une « causalité mentale ». Cependant, de toutes ces méthodes, elle ne reçoit aucune guérison permanente. Petit à petit, elle prend ses distances vis-à-vis du mesmérisme et continua ses propres recherches.
Phineas P. Quimby,  présenté comme le père du Penser Nouveau (New Thought), aurait été selon certains critiques le véritable fondateur de la Science Chrétienne. Cependant des  recherches menées par l’écrivain américain Gillian Gill basées sur des manuscrits de P. P. Quimby non publiés ont mis un terme à cette polémique qui avait commencé en 1883.
Ayant toujours l'intuition que Dieu a le pouvoir de guérir, elle continue avec persévérance à étudier les textes bibliques. 
« Pour ce pèlerin dans le désert, la Bible était en effet sa « carte et sa boussole. » Au cours de ses années solitaires où elle est presque toujours contrainte à garder le lit, elle consacre la plupart de son temps à l'étudier. »

### Découverte de la Science Chrétienne
En 1864, son mari Mr Patterson est libéré. Le couple s'installe à Lynn dans le Massachusetts.
Récit
Selon son récit, en février 1866, Mary Baker fait une mauvaise chute sur un trottoir recouvert de glace et reste inanimée. Le médecin diagnostique une commotion cérébrale et une paraplégie consécutive à une dislocation de l’épine dorsale. À sa demande, on la transporte chez elle et son état empire. Alors qu’on la croit mourante, elle demande à rester seule avec sa Bible.
Voici comment Mary Baker Eddy décrit la suite :
« Le troisième jour après l’accident, je demandai ma Bible et l’ouvris au chapitre neuf de Matthieu, verset 2. Pendant que je lisais, la Vérité qui guérit se fit jour dans mon esprit, et le résultat fut que je me levai, m’habillai et que, par la suite, je fus en meilleure santé que je ne l’avais été auparavant. ».
Elle consacre les trois années qui suivirent, de 1866 à 1869, à une étude approfondie de la Bible et travaille à comprendre et à démontrer ce système de guérison qu’elle appelle Christian Science (Science Chrétienne).
Durant cette période, ses possibilités financières sont limitées, elle passe d’une pension à l’autre, tout en continuant à développer ses idées par la prière et l’étude de la Bible, en pratiquant la guérison et en enseignant autour d’elle.
« En 1868, Mary Baker Eddy, qui s'appelait alors Mme Glover, cherchait une compréhension profonde du Principe et des règles de la Science divine qui l'avait guérie. La Bible était son seul livre de référence et elle opérait des guérisons en accord avec les lois divines qu'elle avait découvertes dans les Écritures ».
Ainsi par rapport à Phineas Quimby et à l'homéopathie, Mary Baker Eddy, en concevant la Science de la guérison-Entendement, offre un changement de perspective.
Bien qu'au début, elle accepte de ses élèves qu'ils pratiquent  l'imposition des mains, peu à peu, elle prend ses distances vis-à-vis du mesmérisme, pour finalement le condamner. « Pourquoi cette rupture ? L'auteur de Science et Santé ajoute un troisième terme à la relation entre le guérisseur et le patient : Dieu ou le Principe divin devient le seul responsable de la guérison. Dans cette perspective, le mesmérisme est une pratique non religieuse qu'elle rejette de plus en plus vivement ».
« La première école de guérison-Entendement en Science Chrétienne fut ouverte par l'auteur avec un seul élève à Lynn, Massachusetts, vers 1867 ».
En 1870, elle obtient le copyright d'une brochure écrite pour ses élèves intitulée « Science of Man » (La science de l’homme).
Mary Baker Eddy affirme que la Science Chrétienne est un système métaphysique et scientifique de guérison établi sur des lois divines universelles. Elle écrira plus tard : « La guérison physique par la Science Chrétienne résulte, aujourd'hui comme au temps de Jésus, de l'opération du Principe divin, devant laquelle le péché et la maladie perdent leur réalité dans la conscience humaine et disparaissent aussi naturellement et aussi nécessairement que les ténèbres font place à la lumière et le péché à la réforme. Aujourd'hui, comme autrefois, ces œuvres puissantes ne sont pas surnaturelles, mais suprêmement naturelles. Elles sont le signe d'Emmanuel, ou « Dieu avec nous » — une influence divine toujours présente dans la conscience humaine… ».

### Publication de Science et Santé avec la Clef des Écritures
En 1875, elle publie Science et Santé avec la Clef des Écritures qui est l’ouvrage fondamental de la Science chrétienne et en contient l’exposé complet.
Mary Baker Eddy passe les quarante dernières années de sa vie à réviser cet ouvrage ; il y aura six révisions majeures dont la dernière en 1907. Elle écrit : « J'ai révisé SCIENCE ET SANTE uniquement pour donner une expression plus claire et plus complète de sa signification originale ».
Ce livre « ... sera constamment réédité sous le titre plus complet de Science et Santé avec la Clef des Écritures. Cet ouvrage constitue la base de la Science Chrétienne ».
Il est aujourd’hui traduit en 17 langues ainsi qu’en braille.

### Travail de fondation
Fondation d'une Église
En 1876, Mary Glover crée, avec ses premiers élèves, une Association scientiste chrétienne.
En 1877, elle épouse Asa Gilbert Eddy, l'un de ses élèves qui fut le premier étudiant à se déclarer publiquement praticien de la Science Chrétienne.
Avec son Association d'élèves, Mary Baker Eddy fonde, à Boston, l'Église du Christ, Scientiste, son but étant d'« organiser une église destinée à commémorer la parole et les œuvres de notre Maître (Jésus-Christ), et à rétablir le christianisme primitif et son élément perdu de guérison ».
En juin 1879, est obtenue l'autorisation légale d'établir cette église dont Mary Baker Eddy est, à la demande des membres, le pasteur.
En 1892, elle réorganise son Église dont les règles et les statuts sont consignés dans son livre : « le Manuel de l'Église ». Désormais tous les scientistes chrétiens peuvent en devenir membres et pas seulement ceux qui habitent à Boston.

### Publications
En 1883, elle publie la revue mensuelle The Journal of Christian Science et en 1898 la revue hebdomadaire The Christian Science Sentinel.
En 1908, elle fonde le quotidien international non-religieux The Christian Science Monitor.

### Reconnaissance
En 1893, la Science Chrétienne est présentée au Parlement des Religions Mondiales à Chicago (Mary Baker Eddy, Gillian Gill, Pereus Books, 1998, p.xxxiii).
Lors de l’Exposition internationale du livre de Paris en 1907, le gouvernement français, représenté par Aristide Briand, nomme Mary Baker Eddy « Officier d’académie ».
En octobre 1995, elle fait partie des dix huit femmes sélectionnées pour figurer au panthéon américain des femmes célèbres.
Le 25 septembre 2002, le Congrès des États-Unis adopte à l’unanimité une résolution affirmant que Mary Baker Eddy « a occupé le devant de la scène internationale de son vivant en tant que fondatrice de la Christian science et [qu’elle] a été la première femme aux États-Unis à fonder et à diriger une religion qui est devenue un mouvement international dont les membres se comptent dans 139 pays ». De nombreuses résolutions similaires ont été adoptées dans divers États et diverses municipalités des États-Unis.

## Hommage
Mary Baker Eddy est inscrite au National Women's Hall of Fame.

## Publications (ouvrages traduits en français)
- Ce que dit notre leader. What our leader says, Boston, 1933, 4 p.
- Quatre messages à l'Église mère, Boston, The First Church of Christ, scientist, 1993, 170 p.
- Livret trimestriel de la Science chrétienne (Leçons bibliques), 1935
- Pensées inspirées pour de meilleures relations. Citations de Mary Baker Eddy, Christian science committee on publication for France, 2003, 117 p.
- Hymnaire de la Science chrétienne, renfermant sept poèmes écrits par la révérende Mary Baker Eddy, The Christian science publishing society, 1973, IV-395 p.
- Unité du Bien,The Christian science Board of Directory, 1955 (renewed, 1983), 64 p.
- Rudiments de la Science divine, The Christian science Board of Directory; 1918, 1928, 1974 (renewed, 1946, 1956, 2002), 17 p.

## Pour approfondir